# 鸭肠

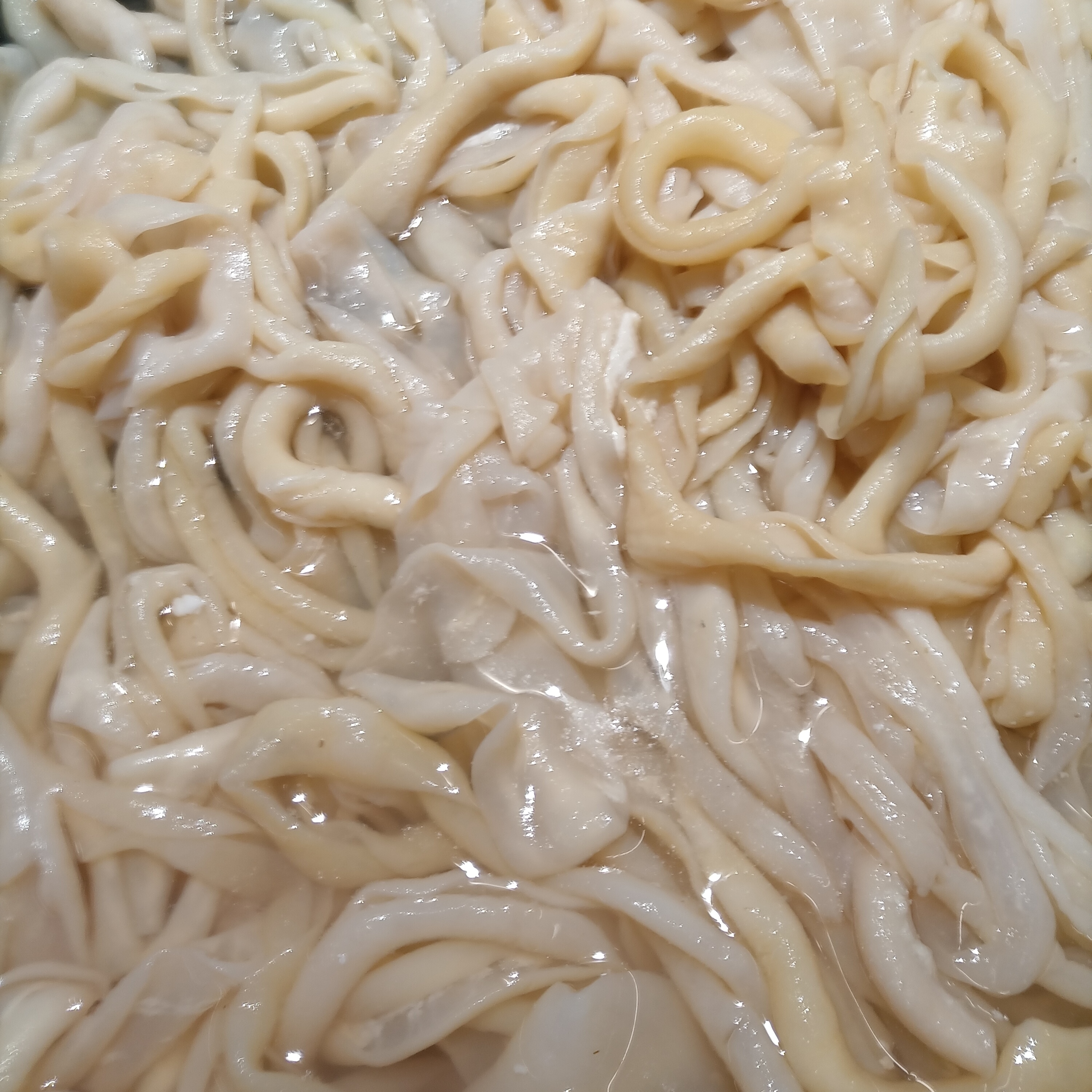
水发鸭肠

鸭肠是鸭的内脏，是中华料理中的一味食材，对于物资匮乏的民国时期而言，民众将鸭子去肉后剩下的内脏部分进行了简单的处理和分类，挑选出可食用的部分，比如鸭肠、鸭胗等。目前市售的合格鸭肠外观大致呈现乳白色、黏液多、质地较轻且基本无异味，若鸭肠外观呈灰绿色则说明此时的鸭肠已经不新鲜了。